# Futbol australijski w Europie

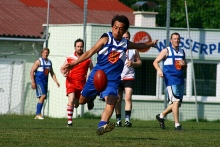
Mecz futbolu australijskiego między Austrią a Finlandią.

Futbol australijski jest rozgrywany w kilku krajach europejskich. Najstarsze ligi istnieją w Wielkiej Brytanii, Irlandii i Danii.
AFL Europe jest głównym organem zarządzającym sportem w Europie. Został założony w styczniu 2010 roku we Frankfurcie jako European Australian Football Association, ale zmienił nazwę na AFL Europe w październiku 2010 roku na spotkaniu w Mediolanie. Obecnie ma 22 kraje członkowskie i jest wspierany przez AFL w Australii. Na Mistrzostwach Świata odbywających się w 2017 r. rywalizowało dziewięć państw europejskich: Dania, Chorwacja, Finlandia, Francja, Hiszpania, Irlandia, Niemcy, Szwecja i Wielka Brytania.

## Według kraju

### Andora
Reprezentacja Andory, the Crows, po raz pierwszy pojawiła się na World 9s w Katalonii, spotykając się z drużynami reprezentującymi Argentynę, Katalonię, Francję, Senegal i Hiszpanię. W 2009 roku Andorran Crows dołączyły do ligi katalońskiej.

### Austria
Futbol australijski jest rozgrywany w Austrii od 2004 roku, kiedy to w Wiedniu powstał pierwszy klub. Został on nazwany Vienna Dingos, zanim zmienił nazwę na Vienna Kangaroos. Drużyna rywalizowała w serii trzech narodów z Chorwacją i Czechami. Vienna Kangaroos zostały ostatecznie porzucone i odnowione w 2018 roku jako Galahs.
Kolejny sezonowy klub powstał w 2008 roku, Styrian DownUnderDogs, w Grazu. 25 października 2008 roku odbył się w Styrii pierwszy mecz pomiędzy dwoma austriackimi klubami. Pierwsza seria premierowa między tymi dwoma zespołami została rozegrana w 2010 roku, kiedy wygrała drużyna z Wiednia. Styrian DownUnderDogs rozpoczęli rywalizację z chorwackimi drużynami.
Reprezentacja Austrii nazywa się Avalanche i po raz pierwszy pojawiła się na Pucharze Europy 2013 w Bordeaux.

### Belgia
Futbol australijski został po raz pierwszy rozegrany w Belgii w Chatlet przez australijskich żołnierzy podczas I wojny światowej.
W dzisiejszych czasach futbol australijski jest rozgrywany od 2004 roku, kiedy to powstała Brussels Saints. Grali mecze przeciwko Paris Cockerels. Klub ten obecnie nie jest aktywny.
Nowa belgijska drużyna grała z holenderskimi drużynami z Amsterdamu i Hagi pod koniec 2012 roku.

### Bułgaria
Obecnie w Bułgarii działają trzy kluby: Burgas Hawks, Varna Demons i Sofia Magpies. Głównym organem zarządzającym sportem jest AFL Bulgaria, która została założona w 2020 roku.